# Torsten Ziegner
Torsten Ziegner (Neuhaus am Rennweg, Német Demokratikus Köztársaság, 1977. november 9. –) német labdarúgó-középpályás, edző, az FSV Zwickau vezetőedzője.